# Фогель, Мелани
Мелани Фогель (фр. Mélanie Vogel; род. 22 мая 1985, Марсель) — французский политический деятель. Сопредседатель Европейской партии зелёных (вместе с Томасом Вайцем) с 5 июня 2022 года. Член партии «Европа Экология Зелёные». Член Сената Франции, представляющий французов, проживающих за пределами Франции, с 1 октября 2021 года.

## Биография
Родилась 22 мая 1985 года в Марселе.
Окончила начальную школу в квартале Сен-Марсель (Ecole élémentaire Saint Marcel) в Марселе, затем колледж Форбин (Collège Château Forbin) в квартале Сен-Марсель. Получила степень бакалавра в лицее Марсельвер в Марселе. В 2009 году окончила Институт политических наук Тулузы, в том же году получила степень магистра Института политических исследований в Париже. В 2010 году окончила Колледж Европы в Брюгге.
Работала координатором проектов во Французскую федерацию домов Европы (Maisons de l'Europe), помощником депутата Европейского парламента. Возглавляла кампанию партии «Европа Экология Зелёные» на выборах в Европейский парламент в 2014 году в округе Иль-де-Франс. Являлась политическим советником  фракции Зелёные — Европейский свободный альянс в Европейском парламенте, затем до 1 октября 2021 года — советником по конституционным вопросам.
26 сентября 2021 года избрана сенатором, представляющим французов, проживающих за пределами Франции.
С ноября 2019 года входила в руководящий комитет Европейской партии зелёных. 5 июня 2022 года на съезде в Риге избрана сопредседателем Европейской партии зелёных вместе с Томасом Вайцем, сменила Эвелин Хейтебрук, которая занимала должность 2,5 года.

## Личная жизнь
Живёт в Брюсселе, состоит в сожительстве с Терри Рейнтке.